# Lauren Berlant
Pour les articles homonymes, voir Berlant.
 (octobre 2023).
Si vous disposez d'ouvrages ou d'articles de référence ou si vous connaissez des sites web de qualité traitant du thème abordé ici, merci de compléter l'article en donnant les références utiles à sa vérifiabilité et en les liant à la section « Notes et références ».
 (octobre 2023).
La mise en forme du texte ne suit pas les recommandations de Wikipédia : il faut le « wikifier ».
Les points d'amélioration suivants sont les cas les plus fréquents :
- Les titres sont pré-formatés par le logiciel. Ils ne sont ni en capitales, ni en gras.
- Le texte ne doit pas être écrit en capitales (les noms de famille non plus), ni en gras, ni en italique, ni en « petit »…
- Le gras n'est utilisé que pour surligner le titre de l'article dans l'introduction, une seule fois.
- L'italique est rarement utilisé : mots en langue étrangère, titres d'œuvres, noms de bateaux, etc.
- Les citations ne sont pas en italique mais en corps de texte normal. Elles sont entourées par des guillemets français : « et ».
- Les listes à puces sont à éviter, des paragraphes rédigés étant largement préférés. Les tableaux sont à réserver à la présentation de données structurées (résultats, etc.).
- Les appels de note de bas de page (petits chiffres en exposant, introduits par l'outil «  Source ») sont à placer entre la fin de phrase et le point final[comme ça].
- Les liens internes (vers d'autres articles de Wikipédia) sont à choisir avec parcimonie. Créez des liens vers des articles approfondissant le sujet. Les termes génériques sans rapport avec le sujet sont à éviter, ainsi que les répétitions de liens vers un même terme.
- Les liens externes sont à placer uniquement dans une section « Liens externes », à la fin de l'article. Ces liens sont à choisir avec parcimonie suivant les règles définies. Si un lien sert de source à l'article, son insertion dans le texte est à faire par les notes de bas de page.
- La présentation des références doit suivre les conventions bibliographiques. Il est recommandé d'utiliser les modèles {{Ouvrage}}, {{Chapitre}}, {{Article}}, {{Lien web}} et/ou {{Bibliographie}}. Le mode d'édition visuel peut mettre en forme automatiquement les références.
- Insérer une infobox (cadre d'informations à droite) n'est pas obligatoire pour parachever la mise en page.

Pour une aide détaillée, merci de consulter Aide:Wikification.
Si vous pensez que ces points ont été résolus, vous pouvez retirer ce bandeau et améliorer la mise en forme d'un autre article.
Lauren Berlant, née le 31 octobre 1957 à Philadelphie (États-Unis) et morte le 28 juin 2021 à Chicago, est une universitaire et autrice américaine.
Elle fut lauréate de la bourse Guggenheim.
Elle a notamment travaillé sur le concept d'Affect.

### Ouvrages
- Berlant, Lauren (1991). The Anatomy of National Fantasy: Hawthorne, Utopia, and Everyday Life. University of Chicago Press  (ISBN 978-0-226-04377-7).
- — (1997). The Queen of America Goes to Washington City: Essays on Sex and Citizenship. Duke University Press  (ISBN 978-0-8223-1931-3).
- —; Letinsky, Laura (2000). Venus Inferred. University of Chicago Press  (ISBN 978-0-226-47345-1).
- — (2008). The Female Complaint: The Unfinished Business of Sentimentality in American Culture. Duke University Press  (ISBN 978-0-8223-8916-3).
- — (2011). Cruel Optimism. Duke University Press  (ISBN 978-0-8223-5111-5). 2011 René Wellek Prize, American Comparative Literature Association
- — (2012). Desire/Love. Punctum Books  (ISBN 978-0-615-68687-5).
- —; Edelman, Lee (2013). Sex, or the Unbearable. Duke University Press  (ISBN 978-0-8223-7706-1).
- —; Stewart, Kathleen (February 22, 2019). The Hundreds. Duke University Press  (ISBN 978-1-4780-0183-6).
- Berlant, Lauren (2022). On the Inconvenience of Other People. Duke University Press  (ISBN 978-1-4780-1845-2).